# Samuel Insanally

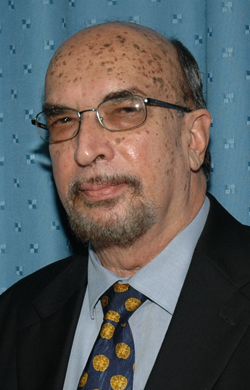
Samuel Insanally (2006)

Samuel Rudolf Insanally (* 23. Juni 1936 in Georgetown, Guyana; † 26. November 2023) war ein guyanischer Politiker und Diplomat. Er war von 2001 bis 2008 Außenminister seines Landes und saß als Präsident der 48. Generalversammlung der Vereinten Nationen 1993/94 vor.

## Frühe Laufbahn
Nach dem erfolgreichen Abschluss des Studiums moderner Sprachen und internationaler Beziehungen in Georgetown, London, Paris und Brüssel unterrichtete er Französisch und Spanisch an verschiedenen Hochschulen auf Jamaika und in Guyana, bis er 1966 in den diplomatischen Dienst seiner Heimat eintrat. Von 1966 bis 1970 arbeitete er an verschiedenen guyanischen Botschaften und internationalen Organisationen Amerikas, wie der OAS und der CARICOM. Von 1970 bis 1982 vertrat er Guyana als ständiger Vertreter bei den Europäischen Gemeinschaften und war gleichzeitig Botschafter in Belgien, mit gleichzeitiger Akkreditierung für Österreich, Schweden und Norwegen. Er spielte in dieser Zeit eine wichtige Rolle bei den Verhandlungen des zweiten Lomé-Abkommens von 1981 zwischen der EWG und den AKP-Staaten. Gleichzeitig diente er von 1972 bis 1978 als Botschafter in Venezuela, Kolumbien, Peru und Ecuador.
1982 kehrte er nach Georgetown zurück, um die Abteilung für die Westliche Hemisphäre im Außenministerium zu leiten. Gleichzeitig war er Botschafter in Kolumbien und Generalkonsul in verschiedenen karibischen Staaten.

## Bei den Vereinten Nationen
1987 trat er den Posten als ständiger Vertreter Guyanas bei den Vereinten Nationen an. Die 48. UN-Generalversammlung wählte ihn am 21. September 1993 zu ihrem Präsidenten, seine Amtszeit dauerte bis zum 20. September 1994.

## Zurück in Guyana
Nach diesem Amt leitete Insanally von 1994 bis 2001 als Kanzler die Universität Guyana. Der Gruppe der 77 saß er 1999 als Vertreter Guyanas als Vorsitzender vor. Von 2001 bis 2008 leitete er das guyanische Außenministerium.
Samuel Insanally verstarb am 26. November 2023. Samuel Insanally wurde 87 Jahre alt.